# Emil Hugo Tippmar
Emil Hugo Tippmar (* 1. Juni 1885 in Oberlungwitz, Sachsen; † 31. Juli 1954 in Rorschach; heimatberechtigt ab 1934 in Heiden) war ein Schweizer Textilunternehmer aus dem Kanton Appenzell Ausserrhoden.

## Leben
Emil Hugo Tippmar war ein Sohn von Franz Otto Tippmar. Er absolvierte eine Ausbildung zum Strumpfwirker. Im Jahr 1908 heiratete Tippmar Lina Frieda Hecker, Tochter von Friedrich Hermann Hecker. 1920 siedelte er aus Sachsen in die Schweiz über. Er hatte eine Anstellung in einer St. Galler Strumpfwirkerei. 1930 gründete er die Strumpffabrik Media AG in Heiden. Er war Hauptaktionär sowie technischer Leiter der Fabrik. Das Unternehmen hatte Bestand bis 1993. Die technische Leitung übernahm 1954 Tippmars Sohn Ruedi Tippmar. In den 1960er und 1970er Jahren zählte das Unternehmen bis zu 280 Beschäftigte.